# Siamese Dream
Siamese Dream é o segundo álbum de estúdio da banda de rock alternativo Smashing Pumpkins.
O álbum fundiu diversas influências musicais da banda como shoegazing, dreampop, hard rock e pop psicodélico. Foi produzido por Butch Vig e por Billy Corgan.
A banda conseguiu a primeira nomeação para os Grammy Awards, na categoria "Best Alternative Music Album" e para "Best Hard Rock Performance with Vocal" em 1994.

## Detalhes
O período de gravação foi muito difícil para a banda, pois o baterista Jimmy Chamberlin estava viciado em drogas e álcool. Isso afetava tanto a produção, que a banda optou por gravar o álbum longe de Chicago, pois assim Chamberlin teria maior dificuldade para alimentar seu vício. Billy Corgan estava sofrendo de uma profunda depressão na época, além do bloqueio criativo. Por isso, resolveu fazer sessões de terapia não só para ele, como também para os demais integrantes já que James Iha e D'arcy acabavam de romper um relacionamento e se desentendiam constantemente. As consultas à terapeuta foram registradas em vídeo, e lançadas como material extra em Vieuphoria cerca de dois anos depois. Essas consultas tiveram conseqüência na inspiração de Billy Corgan para compor a maioria das letras de Siamese Dream, que falam sobre seu passado conturbado e suas diversas inseguranças.
Dado o perfeccionismo de Billy Corgan, as sessões de gravação para Siamese Dream duravam cerca de 16 horas por dia, o que levou a banda a uma enorme exaustão e fez com que os quatro depositassem toda sua esperança no álbum. Caso este fracassasse, o futuro da banda estaria ameaçado. Estas esperanças se concretizaram e Siamese Dream foi um álbum de muito sucesso dentro do rock alternativo, alcançando reconhecimento em âmbito internacional - inclusive alcançando boas posições dentro do mainstream - e projetando o Smashing Pumpkins como uma das bandas que chegaram para ficar.
| Críticas profissionais                                                      | Críticas profissionais |
| Avaliações da crítica                                                       | Avaliações da crítica  |
| Fonte                                                                       | Avaliação              |
| --------------------------------------------------------------------------- | ---------------------- |
| Allmusic                                                                    | [ 2 ]                  |
| Rolling Stone                                                               | [ 3 ]                  |
| Esta tabela precisa de ser acompanhada por texto em prosa. Consulte o guia. |                        |

## Faixas
Todas as músicas foram escritas por Billy Corgan, exceto "Soma" e "Mayonaise", escritas por Corgan e por James Iha.
1. "Cherub Rock" – 4:58
2. "Quiet" – 3:41
3. "Today" – 3:19
4. "Hummer" – 6:57
5. "Rocket" – 4:06
6. "Disarm" – 3:17
7. "Soma" – 6:39
8. "Geek U.S.A." – 5:13
9. "Mayonaise"– 5:49
10. "Spaceboy" – 4:28
11. "Silverfuck" – 8:43
12. "Sweet Sweet" – 1:38
13. "Luna" – 3:20

## Créditos
- Billy Corgan – vocais, guitarra, mellotron em "Spaceboy", arranjos, produção, mixagem
- James Iha – guitarra, back vocals
- D'arcy Wretzky – baixo, back vocals
- Jimmy Chamberlin – bateria
- Mike Mills – piano em "Soma"
- Eric Remschneider – arranjos e violoncelo em "Disarm" e "Luna"
- David Ragsdale – arranjos e violino em "Disarm" e "Luna"
- Butch Vig – produção, engenharia de som, mixagem, arranjos
- Mark Richardson – engenheiro de som
- Jeff Tomei – engenheiro de som
- Tim Holbrook – suporte de engenheiria técnica
- Alan Moulder – mixagem
- Howie Weinberg – masterização
- Len Peltier – direção artística
- Steve J. Gerdes – design
- Melodie McDaniel – fotografia